# Bebe Rexha
Bebe Rexha (New York, 1989. augusztus 30. –) albán származású amerikai énekesnő.
Ismert dalai: I'm A Mess, In the Name of Love, Meant to Be, I Got You, Hey Mama, No Broken Hearts, Back to You, I Can't Stop Drinking About You, I'm Gonna Show You Crazy, Gone.

## Életrajz
Bebe Rexha 1989. augusztus 30-án született Brooklynban, albán bevándorlók gyermekeként. 4 éves kora óta a zene bűvöletében él, tehetségét többek között középiskolájában, a Staten Island-i Tottenville High School-ban is megmutatta olyan musicalekben, mint a Helló, Dolly!, a Jézus Krisztus Szupersztár és a Hegedűs a háztetőn. Rongyosra hallgatta Stevie Wonder, Tori Amos, John Legend, és a The Temptations albumait, ezeket az előadókat tartja mai napig fő inspirációjának. A National Academy of Recording Arts and Sciences évente megrendezésre kerülő "Grammy Day" eseményén megnyerte a legjobb tinédzser dalszerzőnek járó díjat, ezzel lehetőséget kapott arra, hogy sikeres zenei producerekkel találkozhasson.
2010 márciusában Pete Wentz, a Fall Out Boy basszusgitárosa kísérleti együttest alapított Black Cards néven. Hogy kedvenc zenei irányvonalait beépíthesse a zenéjébe, felkereste Sam Hollander producert, akinek később sorsdöntő szerepe volt az együttes életében, Rexha ugyanis az ő stúdiójában írta és rögzítette a dalait, egy szabad percében pedig a producer bemutatta őket egymásnak. Wentz leszerződtette a lányt a projekthez, és egy MTV interjú keretében azt bejelentette, hogy albumot fognak kiadni 2011 közepén. Ebben az évben a duó hivatalosan kiadott egy dalt Dr. Jekyll and Mr. Fame címmel, illetve több daluk is kiszivárgott a YouTube-ra. Pete Wentz a Spin Magazine-ban arról beszélt, hogy album kiadását 2012 márciusára halasztották. 2012. január 12-én a Facebookon került bejelentésre, hogy Bebe elhagyta az együttest, hogy szólókarrierjét építhesse.
2013-ban Bebe leszerződött a Warner Bros. Record-hoz. 3 kiadó is versengett érte, köszönhetően sikeres dalszerzői karrierjének, amit időközben épített fel olyan dalokkal, mint a Selena Gomeznek írt Like a Champion, vagy a Billboard HOT 100-as listavezető The Monster, amit Bebe egyébként eredetileg Monster Under My Bed címre keresztelt, és a saját szólóalbumára szánta, aztán úgy döntött, eladja Eminemnek egy leegyszerűsített változatát, amely némi átalakítás után lett világsikerű dal.
Bebe ugyanebben az évben a SoundCloud oldalára töltött fel egy saját dalt, a Comeback Kids-et, valamint a New Jersey-i illetőségű EDM csapattal a Cash Cash-sel is dolgozott közös dalukon a Take Me Home-on, amely az 57. helyig jutott a Billboard HOT 100 listáján. Ennek a dalnak egyébként akusztikus verziója is létezik, amelyet 2014. február 25-én adtak ki.
Bebe 2014. március 21-én adta ki szólóalbuma első hivatalos kislemezét, az I Can't Stop Drinking About You című dalt. Az I'm Gonna Show You Crazy című második dal 2014. december 23-án került nyilvánosságra, a Gone kíséretében, 2015. március 19-én pedig Instagramján jelentette be, hogy Blanket című dala lehet a következő, aminek snippetjét április 5-én tette közzé. 2015. április 21-én Bebe közzé tette, hogy májusban kiadja 5 dalos EP-jét I Don’t Wanna Grow Up címmel. Az album május 12-én jelent meg.
2016 márciusában Bebe kiadta az első singlejét a All Your Fault: Pt I stúdió albumáról, aminek a címe No Broken Hearts. A dalban és a videóklipben közreműködik Nicki Minaj is. A klip mára már elérte a 155 millió megtekintést. 2016. július 29-én Bebe együttműködött a híres DJ-vel Martin Garrixel és megszületett az In the Name of Love című szám. 2016. november 6-án megjelent a 2016 MTV Europe Music Awards díjátadón, ahol bemutatta a 2017-ben érkező I Got You albumát. 2017. január 24-én elindult az első önálló koncertturnéján, amit All You Faul Tour-nak neveztek el. 2017. január 6-án közzétette az I Got You című dalához készült klipet. A dal számunkra nem volt újdonság, hiszen 2016. október 27-én Bebe már nyilvánosságra hozta a dalt és a hozzá készült dalszöveges videót a hivatalos YouTube csatornáján.

## Filmszerepei
| Év   | Magyar cím     | Eredeti cím | Szerep           | Magyar hang   |
| ---- | -------------- | ----------- | ---------------- | ------------- |
| 2019 | Undipofik      | UglyDolls   | Tuesday (hangja) | Dobó Enikő    |
| 2021 | Kuponkirálynők | Queenpins   | Tempe Tina       | Csuha Borbála |

## Diszkográfia
Stúdióalbumok
- Expectations (2018)
- Better Mistakes (2021)

EP-k
- I Don't Wanna Grow Up (2015)
- All Your Fault: Pt. 1 (2016)
- All Your Fault: Pt. 2 (2017)

Kislemezek
- 2014: I Can't Stop Drinking About You
- 2014: I'm Gonna Show You Crazy
- 2015: Me, Myself & I (G-Eazy feat. Bebe Rexha)
- 2016: No Broken Hearts (feat. Nicki Minaj)
- 2016: In the Name of Love (Martin Garrix és Bebe Rexha)
- 2016: I Got You
- 2017: F.F.F. (feat. G-Eazy)
- 2017: The Way I Are (Dance with Somebody) (feat. Lil Wayne)
- 2017: Back to you (feat Louis Tomlinson)
- 2017: Bebe Rexha - Meant to Be (feat. Florida Georgia Line)[7]
- 2017: Home (feat. Machine Gun Kelly & X Ambassadors)
- 2018: Push Back (feat. Ne-Yo & Stefflon Don)
- 2018: I'm A Mess